# 公立高校入試解答ダイジェスト
『公立高校入試解答ダイジェスト』（こうりつこうこうにゅうしかいとうダイジェスト）は、広島テレビ放送が制作する、公立高校入試の解説番組である。
2007年度入試からステレオ放送、ハイビジョン放送。

## 内容
広島県立高等学校の選抜IIの入試問題・解答を塾講師などが解説する。放送時間は16:18 - 16:48だが、これより1時間前に広島ホームテレビで『高校入試速報』を放送していたが、選抜II受検者はコンパクトに解答を発表するこの『公立高校入試ダイジェスト』を見る場合が多く、番組が放送されている期間中のうち、1994年より2011年まで、常に視聴率は広島テレビのこの番組の方が上回っていた。ただ、このような中途半端な時間に放送された理由は平日12時 - 15時50分は『午後は○○おもいッきりテレビ』や『ザ・ワイド』などを必ずネットしないといけない（いわゆる勝手にネット休止ができない）ためである（但し、1994年以前には前者は一時期番組途中で飛び降り、後半をローカル番組に差し替えていた他、後者は日本テレビ・読売テレビ・番組スポンサーの了承を得た上で広島県議会中継に差し替えた例がある）。
番組内容としては、広島ホームテレビが問題解説に力を入れ、その場で視聴者の質問に応える臨場感を大切にした番組構成をするのに対し、広島テレビは解答をコンパクトに伝え、わかりやすく短い解説を行ったり、総評のコーナーでホームテレビではあまりしない入試を取り巻く環境や教育改革にも踏み込んだコラム的解説を行うなど、教育を前面に出した姿勢も示した。また試験1日目での放送では翌日の試験問題の予想を最後の5分程度放送した。

## 出演者
- 森拓磨アナウンサー
- 広島県内学習塾講師

## タイムテーブル
1日目
- 16:18 - オープニング
- 16:20 - 国語解答・解説
- 16:28 - 社会解答・解説
- 16:36 - 数学解答・解説
- 16:44 - 理科・英語問題の予想速報
- 16:47 - クロージング

2日目
- 16:18 - オープニング
- 16:20 - 理科解答・解説
- 16:29 - 英語解答・解説
- 16:40 - 総評
- 16:47 - クロージング

## 放送時間
- 広島県選抜II実施日 16:18 - 16:48